# Juan David Correa
Juan David Correa, né en 1976 à Bogota en Colombie, est un écrivain, journaliste et éditeur colombien. Il est ministre colombien de la Culture depuis le 2 août 2023.
Diplômé de littérature de l'université des Andes, il est journaliste et correspondant pour El Espectador, avant de se spécialiser dans le journalisme culturel et contribue à différentes fondations culturelles. Ensuite, il devient directeur littéraire et éditeur entre 2019 et 2023.

## Biographie

### Études et parcours de journaliste
Juan David Correa, né en 1976, est le fils de l'écrivain et sociologue Hernán Darío Correa, un intellectuel proche de la gauche. 
Il sort diplômé en littérature de l'université des Andes. Il débute son parcours de journaliste culturel au sein d'El Espectador et devient ensuite chroniqueur et correspondant à Paris pendant dix ans pour le même journal.
Il s'implique également dans le monde culturel, il a notamment été responsable culturel à la Fundalectura, une fondation qui participe au développement social de l'écriture et la lecture, entre 2003 et 2005.

### Journaliste culturel
En tant que journaliste spécialisé dans le thème de la culture, il s'implique également dans le monde culturel. Il a notamment été responsable culturel à la Fundalectura, une fondation qui participe au développement social et culturel de l'écriture et de la lecture, entre 2003 et 2005.
Il travaille ensuite à la Bibliothèque nationale de Colombie en 2010, avant de devenir directeur culturel de la Foire internationale du livre de Bogotá entre 2011 et 2014. Il devient ensuite rédacteur en chef puis directeur du magazine culturel Arcadia, qui appartient au groupe Semana, entre 2015 et 2019. Il se fait remarquer pour être critique du gouvernement de l'époque, du président Ivan Duque.

### Éditeur puis ministre
À partir de 2019, il devient directeur littéraire et éditeur au sein du groupe Planeta. En tant qu'éditeur, il se rapproche de différents dirigeants de gauche. Il participe notamment à l'édition d'un livre de Gustavo Petro, María José Pizarro et Juan Fernando Cristo.
En octobre 2019, il vote pour la candidate de l'Alliance verte Claudia López, avant de regretter publiquement et être déçu de son vote.
Il reste directeur littéraire au sein du groupe Planeta jusqu'au 14 juillet 2023, lorsque son groupe décide de ne pas publier le livre de Laura Ardila, une enquête détaillée sur le pouvoir de la famille Char. Il s'est opposé au choix de ne pas publier ce livre et a démissionné.
Juan David Correa a maintenu une relation proche avec le président Gustavo Petro. Ils se sont rencontrés le 14 septembre 2022, sans doute pour évoquer la politique culturelle du président, mais également d'évoquer la publications de nouveaux livres écrits par Petro.
En août 2023, après six mois d'intérim de Jorge Zorro, Juan David Correa est nommé ministre de la Culture par Gustavo Petro.